# Henri Endzanga
Henri Endzanga – kongijski piłkarz grający na pozycji obrońcy. W swojej karierze grał w reprezentacji Konga.

## Kariera reprezentacyjna
W 1978 roku Endzanga został powołany do reprezentacji Konga na Puchar Narodów Afryki 1978. W nim rozegrał dwa mecze grupowe: z Marokiem (0:1) i z Tunezją (0:0).